# 미국의 농업

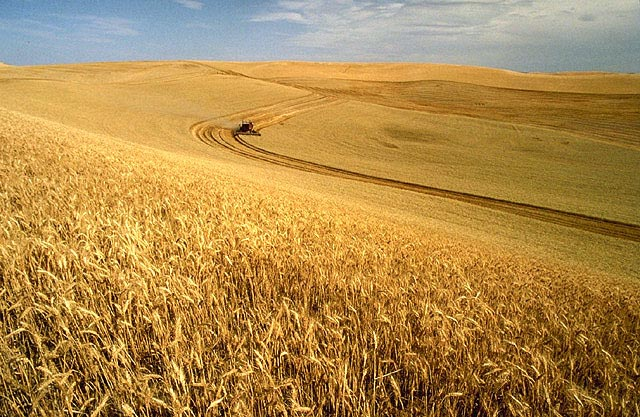
아이다호 팔루스에서의 밀 수확

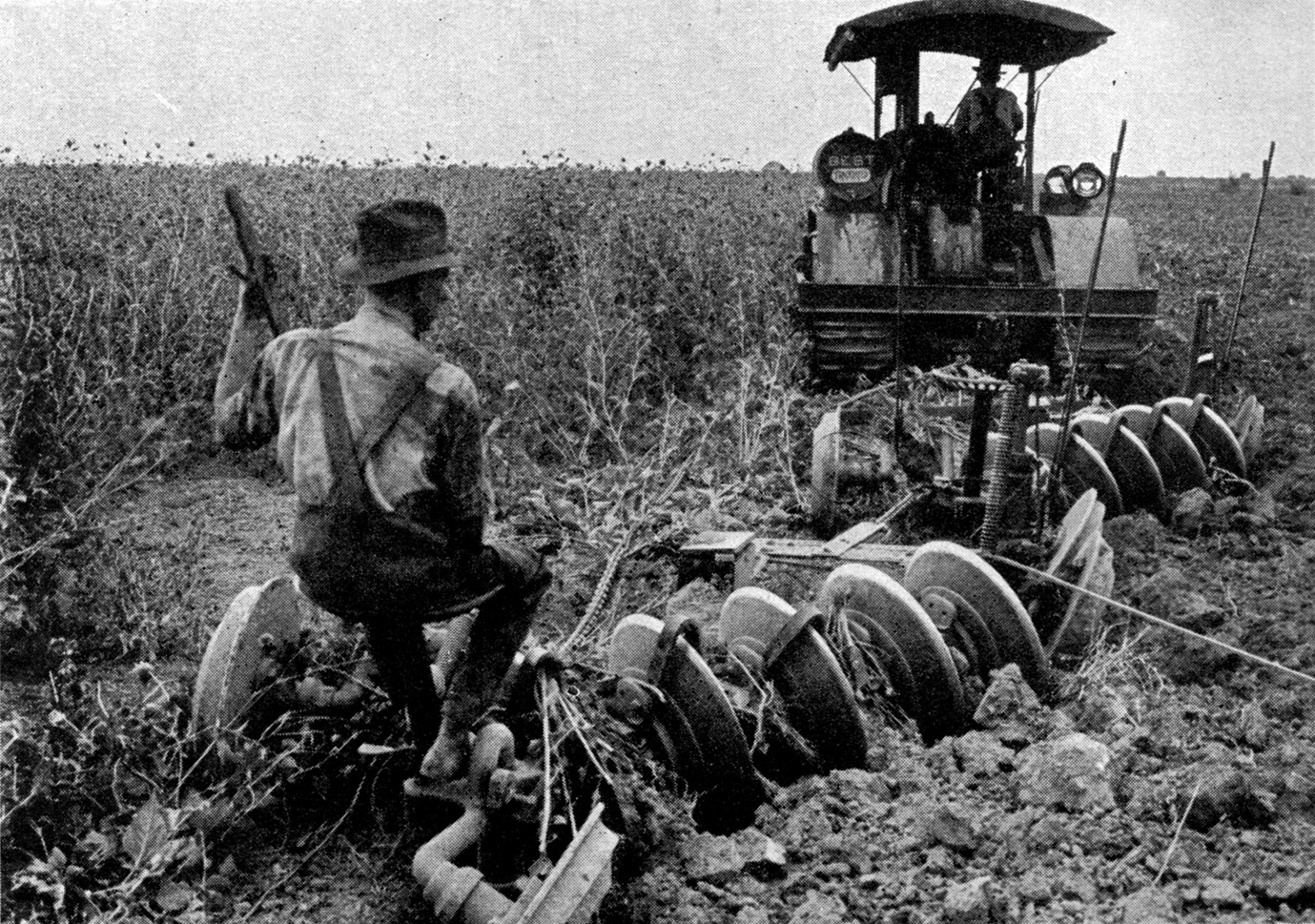
1921년 백과사전의 이 사진은
트랙터가 밭을 가는 모습을 보여준다.

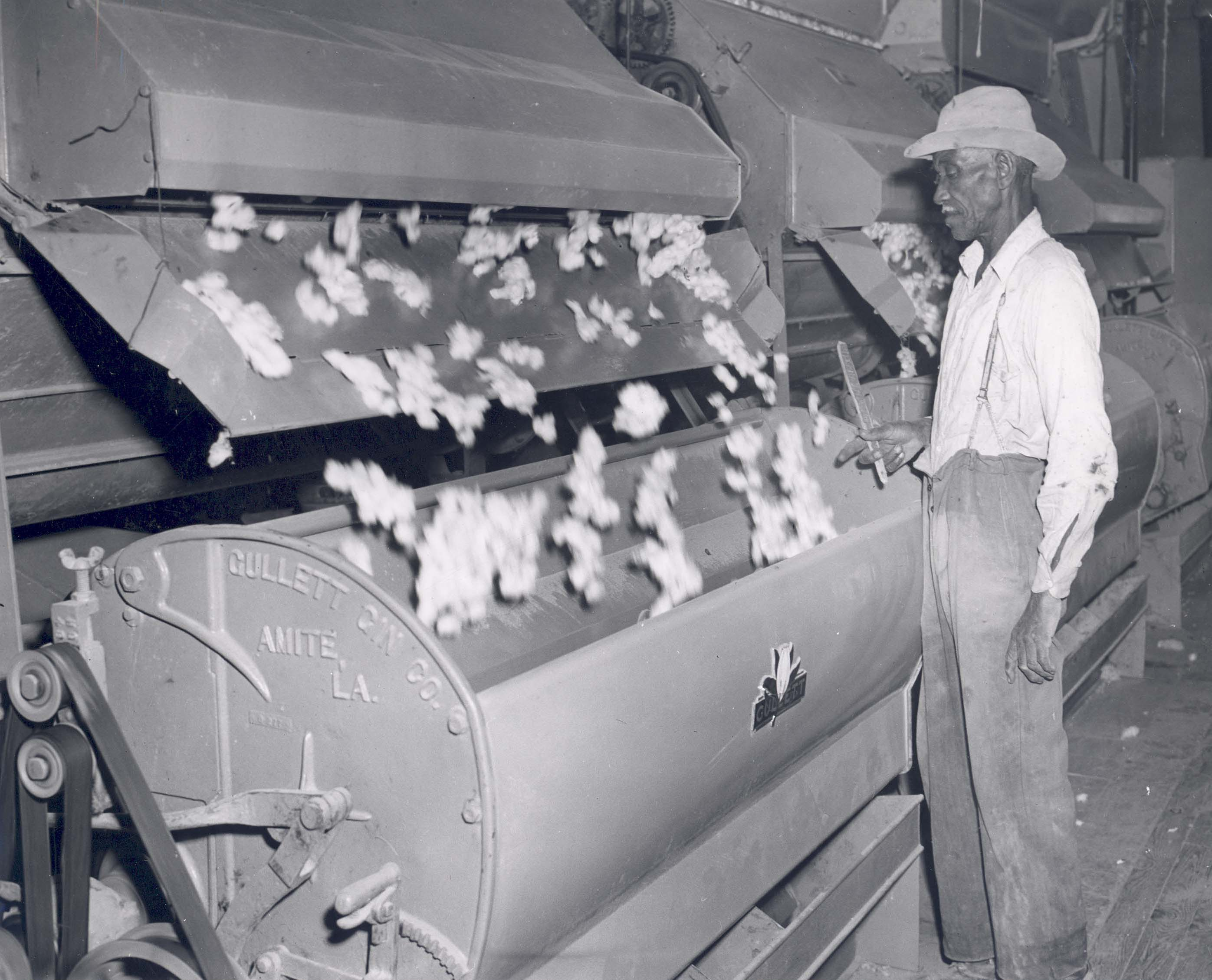
1940년대 조면기를 감독하는 노동자

농업은 미국의 주요 산업이며, 미국은 식량 순수출국이다. 2017년 미국 농업 통계조사에 따르면 204만 개의 농장이 있으며, 총 면적은 900백만 에이커 (1,400,000 mi2)로 농장당 평균 441 에이커 (178 헥타르)이다.
미국의 농업은 매우 기계화되어 있어, 농업 생산을 위해 농경지 1제곱킬로미터당 평균 한 명의 농부 또는 농업 노동자만이 필요하다.
농업 활동은 모든 미국의 주에서 이루어지지만, 특히 캘리포니아의 센트럴밸리와 오대호 서쪽 및 로키산맥 동쪽에 있는 광활하고 평평한 경작지인 그레이트플레인스에 집중되어 있다. 동쪽의 습한 절반은 콘 벨트로 알려진 주요 옥수수 및 콩 생산 지역이며, 서쪽의 건조한 절반은 밀 생산량이 높아 밀 벨트로 알려져 있다. 캘리포니아 센트럴밸리에서는 과일, 채소, 견과류를 생산한다. 미국 남부는 역사적으로 목화, 담배, 쌀의 주요 생산지였으나, 지난 세기 동안 농업 생산량이 감소했다. 플로리다주는 감귤류 생산에서 전국을 선도하며, 브라질에 이어 세계에서 두 번째로 많은 오렌지를 생산한다.
미국은 교잡과 같은 종자 개량 개발과 조지 워싱턴 카버의 연구에서 바이오플라스틱 및 바이오 연료에 이르는 작물 활용 확대를 주도해왔다. 농업 기계화와 집약농업은 존 디어의 강철 쟁기, 사이러스 맥코믹의 기계식 수확기, 일라이 휘트니의 조면기, 그리고 포드슨 트랙터와 콤바인의 광범위한 성공을 포함하여 미국의 역사에서 중요한 주제였다. 미국의 현대 농업은 취미 농장과 소규모 생산자에서 수천 에이커의 경작지나 방목지를 덮는 대규모 기업 농업에 이른다.

## 역사

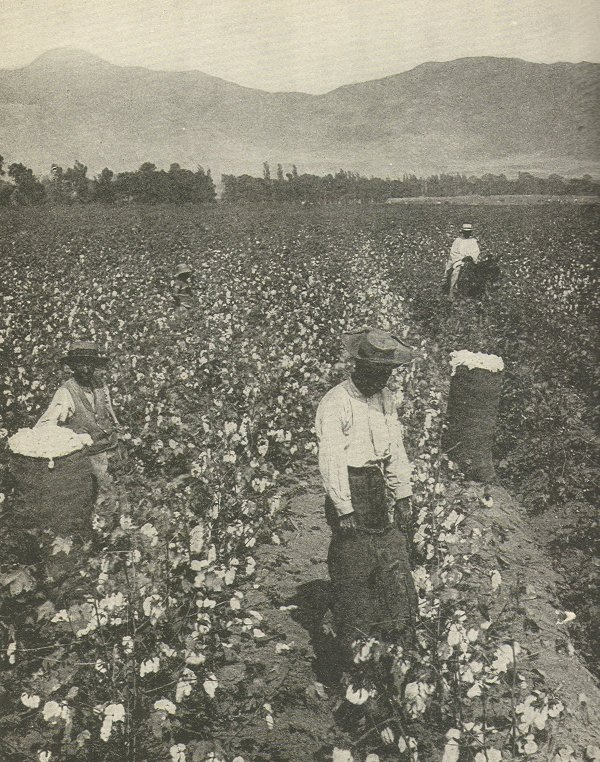
1921년 남부 농장의 목화 재배

옥수수, 칠면조속, 토마토, 감자, 땅콩, 해바라기씨는 신대륙 작물의 주요 유산 중 일부이다.
미국 식민지 시대의 식민지 주민들은 유럽보다 더 많은 토지에 접근할 수 있었다. 노동 조직은 복잡했으며, 노예나 토지 없는 빈곤한 노동자들이 가족 농장에서 일할 수 있는 지역에 따라 자유민, 노예, 계약 하인 등이 포함되었다.
유럽의 농업 관행은 뉴잉글랜드 풍경에 큰 영향을 미쳤다. 식민지 주민들은 유럽에서 가축을 데려왔고, 이는 토지에 많은 변화를 초래했다. 방목 동물들은 많은 토지와 식량을 필요로 했으며, 방목 자체는 토착 풀을 파괴하여 유럽 종으로 대체되었다. 새로운 종류의 잡초가 도입되어 번성하기 시작했는데, 이는 토착 종은 견딜 수 없었던 동물의 방목을 견딜 수 있었기 때문이다.
가축 사육과 관련된 관행 또한 숲과 밭의 황폐화에 기여했다. 식민지 주민들은 나무를 베어낸 다음 소와 가축을 숲에서 자유롭게 방목하게 했고, 더 이상 나무를 심지 않았다. 동물들은 땅을 너무 많이 짓밟고 파헤쳐 장기적인 파괴와 손상을 초래했다.
토양 고갈은 뉴잉글랜드 농업에서 큰 문제였다. 소를 이용한 농업은 식민지 주민들이 더 많은 땅을 경작할 수 있게 해주었지만, 침식을 증가시키고 토양비옥도를 감소시켰다. 이는 토양이 산소와 더 많이 접촉하게 하여 영양소 고갈을 야기하는 더 깊은 쟁기질 때문이었다. 뉴잉글랜드의 방목지에서는 많은 수의 소에 의해 토양이 다져져 토양이 생명을 유지할 만큼 충분한 산소를 얻지 못했다.
미국에서는 농장이 식민지에서 서부로 정착민과 함께 퍼져나갔다. 서늘한 지역에서는 새로 정착된 땅에서 종종 밀이 선호되는 작물이었고, 이는 수년 동안 서쪽으로 이동하는 "밀 개척지"를 이끌었다. 또한 남북 전쟁 이전의 미국 중서부에서는 특히 운하와 철도가 건설되기 전에는 곡물을 시장으로 운반하기 어려웠기 때문에 옥수수를 경작하며 돼지를 사육하는 것이 매우 일반적이었다. "밀 개척지"가 한 지역을 지나간 후에는 일반적으로 젖소를 포함한 더 다양한 농장이 그 자리를 차지했다. 따뜻한 지역에서는 목화와 고기소 떼를 심었다. 식민 초기 남부에서는 담배와 목화 재배가 흔했고, 특히 남북 전쟁까지는 노예 노동을 이용했다. 노동력 공급원이 확보되고 1793년 조면기가 개발되면서 남부는 목화 생산을 기반으로 하는 경제를 유지할 수 있었다. 1850년대 후반까지 남부는 미국에서 사용되는 3억 7,400만 파운드의 목화 중 100%를 생산했다. 목화 생산의 급증은 노예의 가용성 덕분에 가능했다. 북동부에서는 19세기 초까지 농업에 노예가 사용되었다. 중서부에서는 북서부 조례에 의해 노예제가 금지되었다.

1961년 이후 미국의 농업 생산량의 2015년 미국 달러 가치

19세기 중반 이후 과학적 농업의 도입과 광범위한 채택은 미국의 경제 성장에 기여했다. 이러한 발전은 각 주에 랜드그랜트 대학교(농업 교육 및 연구 사명)와 연방 기금으로 운영되는 농업 시험장 및 각 주에 확장 요원을 배치하는 협동 확장 네트워크 시스템을 설립한 모릴법과 1887년 해치법에 의해 촉진되었다.
콩은 1930년대 초까지 미국에서 널리 재배되지 않았으나, 1942년에는 제2차 세계대전과 "지방, 기름, 곡물 국내 공급의 필요성" 덕분에 세계 최대 콩 생산국이 되었다. 1930년부터 1942년까지 미국이 세계 콩 생산에서 차지하는 비중은 3%에서 47%로 증가했으며, 1969년에는 76%로 증가했다. 1973년에는 콩이 미국의 "최대 현금작물이자 주요 수출품이 되었으며, 밀과 옥수수를 모두 앞질렀다". 콩이 최고 현금작물로 발전했지만, 옥수수 또한 중요한 상품으로 남아있다. "산업 식품"의 기본으로서, 옥수수는 식료품점의 대부분의 현대 품목에서 발견된다. 액상과당을 함유한 사탕이나 탄산음료와 같은 품목 외에도, 옥수수는 상점 광고의 빛나는 왁스와 같은 비식용 품목에서도 발견된다.
상당한 면적의 농경지가 대공황 기간 동안 버려졌고, 초기 미국 국유림으로 편입되었다. 이후 1970년대부터 연방 농업 프로그램에 포함된 "소드버스터(Sodbuster)" 및 "습지버스터(Swampbuster)" 제한은 농부들이 전쟁 노력을 지원하기 위해 가능한 모든 땅을 심도록 장려되었던 1942년부터 시작된 수십 년간의 서식지 파괴 추세를 역전시켰다. 미국에서는 지역 토양 및 수자원 보존 지구를 통해 관리되는 연방 프로그램이 토양을 보존하고 침식 및 홍수를 제한하기 위한 관리 관행을 시행하고자 하는 농부들에게 기술 지원과 부분적인 자금을 제공한다.
초기 미국의 농부들은 새로운 작물을 심고, 새로운 동물을 사육하며, 새로운 혁신을 채택하는 데 개방적이었다. 이는 농업 생산성 증가가 운송 서비스, 컨테이너, 신용, 저장 등에 대한 수요를 증가시켰기 때문이다.
1948년부터 2015년까지 미국에서 400만 개의 농장이 사라졌지만, 남아있는 농장의 총 생산량은 두 배 이상 증가했다. 1987년부터 2012년까지 2,000 에이커 (810 ha) 이상 농장의 수는 거의 두 배가 되었지만, 같은 기간 동안 200 에이커 (81 ha)에서 999 에이커 (404 ha) 사이의 농장은 44% 감소했다.
미국의 농장 생산성은 20세기 중반부터 20세기 후반까지 증가했지만, 그 이후 생산성 증가가 정체되기 시작했다.
1986년부터 2018년까지 약 3천만 에이커의 경작지가 버려졌다.

## 생산
| 작물                  | 순위         | 생산량 (천 톤) | 비고                              |
| --------------------- | ------------ | -------------- | --------------------------------- |
| 옥수수                | 1위 (압도적) | 392,000        |                                   |
| 콩                    | 1위          | 123,600        | 2020년 브라질에 추월당함          |
| 밀                    | 4위          | 51,200         | 중국, 인도, 러시아 뒤             |
| 사탕무                | 3위          | 30,000         | 러시아, 프랑스 뒤                 |
| 사탕수수              | 10위         | 31,300         |                                   |
| 감자                  | 5위          | 20,600         | 중국, 인도, 러시아, 우크라이나 뒤 |
| 토마토                | 3위          | 12,600         | 중국, 인도 뒤                     |
| 목화                  | 3위          | 11,400         | 중국, 인도 뒤                     |
| 쌀                    | 12위         | 10,100         |                                   |
| 수수                  | 1위          | 9,200          |                                   |
| 포도                  | 3위          | 6,800          | 중국, 이탈리아 뒤                 |
| 오렌지                | 4위          | 4,800          | 브라질, 중국, 인도 뒤             |
| 사과                  | 2위          | 4,600          | 중국 뒤                           |
| 상추와 치커리         | 2위          | 3,600          | 중국 뒤                           |
| 보리                  |              | 3,300          |                                   |
| 양파                  | 3위          | 3,200          | 중국, 인도 뒤                     |
| 땅콩                  | 3위          | 2,400          | 중국, 인도 뒤                     |
| 아몬드                | 1위          | 1,800          |                                   |
| 콩류                  |              | 1,700          |                                   |
| 수박                  |              | 1,700          |                                   |
| 유채                  |              | 1,600          |                                   |
| 당근                  | 3위          | 1,500          | 중국, 우즈베키스탄 뒤             |
| 딸기                  | 2위          | 1,300          | 중국 뒤                           |
| 콜리플라워와 브로콜리 | 3위          | 1,200          | 중국, 인도 뒤                     |
| 해바라기씨            |              | 960            |                                   |
| 귀리                  | 10위         | 814            |                                   |
| 레몬                  | 8위          | 812            |                                   |
| 귤                    |              | 804            |                                   |
| 배 (과일)             | 3위          | 730            | 중국, 이탈리아 뒤                 |
| 완두                  | 3위          | 722            | 중국, 인도 뒤                     |
| 복숭아                | 6위          | 700            |                                   |
| 호두                  | 2위          | 613            | 중국 뒤                           |
| 피스타치오            | 2위          | 447            | 이란 뒤                           |
| 렌즈콩                | 3위          | 381            | 캐나다, 인도 뒤                   |
| 시금치                | 2위          | 384            | 중국 뒤                           |
| 자두                  | 4위          | 368            | 중국, 루마니아, 세르비아 뒤       |
| 담배                  | 4위          | 241            | 중국, 브라질, 인도 뒤             |

이외에도 수박(872), 호박(683), 그레이프프루트(558), 넌출월귤아속(404), 버찌(312), 블루베리(255), 호밀(214), 올리브나무(138) 등 다른 농산물도 소량 생산된다.

## 주요 농산물

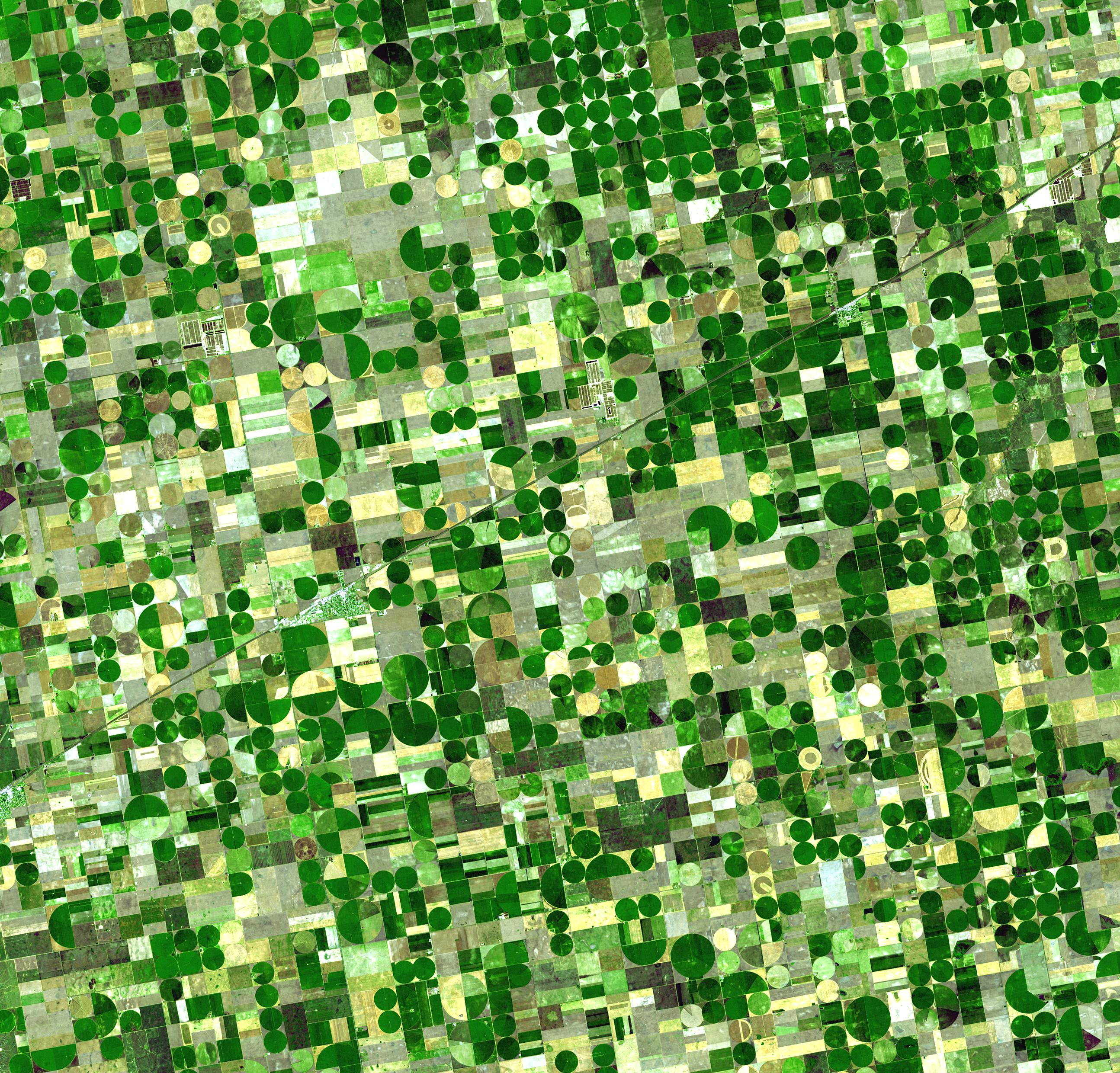
캔자스주의 중앙 피벗 관개 특징인 원형 농경지 위성 사진 (2001년 6월).

유엔 유엔식량농업기구(FAO)가 2003년과 2013년에 보고한 미국의 농업 생산량 (가치 순서):
| 백만 미터톤             | 2003  | 2013  |
| ----------------------- | ----- | ----- |
| 옥수수                  | 256.0 | 354.0 |
| 쇠고기                  | 12.0  | 11.7  |
| 우유, 통째로, 신선한 것 | 77.0  | 91.0  |
| 닭고기                  | 14.7  | 17.4  |
| 콩                      | 67.0  | 89.0  |
| 돼지고기                | 9.1   | 10.5  |
| 밀                      | 64.0  | 58.0  |
| 면섬유                  | 4.0   | 2.8   |
| 달걀                    | 5.2   | 5.6   |
| 칠면조고기              | 2.5   | 2.6   |
| 토마토                  | 11.4  | 12.6  |
| 감자                    | 20.8  | 19.8  |
| 포도                    | 5.9   | 7.7   |
| 오렌지                  | 10.4  | 7.6   |
| 쌀                      | 9.1   | 8.6   |
| 수수                    | 10.4  | 9.9   |
| 상추                    | 4.7   | 3.6   |
| 면실유                  | 6.0   | 5.6   |
| 사탕무                  | 30.7  | 29.8  |

지난 40년간 상위 20위권에 포함된 다른 작물로는 담배, 보리, 귀리가 있으며, 드물게 땅콩, 아몬드, 해바라기씨도 있다. 자주개자리와 건초는 FAO에서 추적되었다면 2003년에 상위 10위권에 들었을 것이다.

### 작물

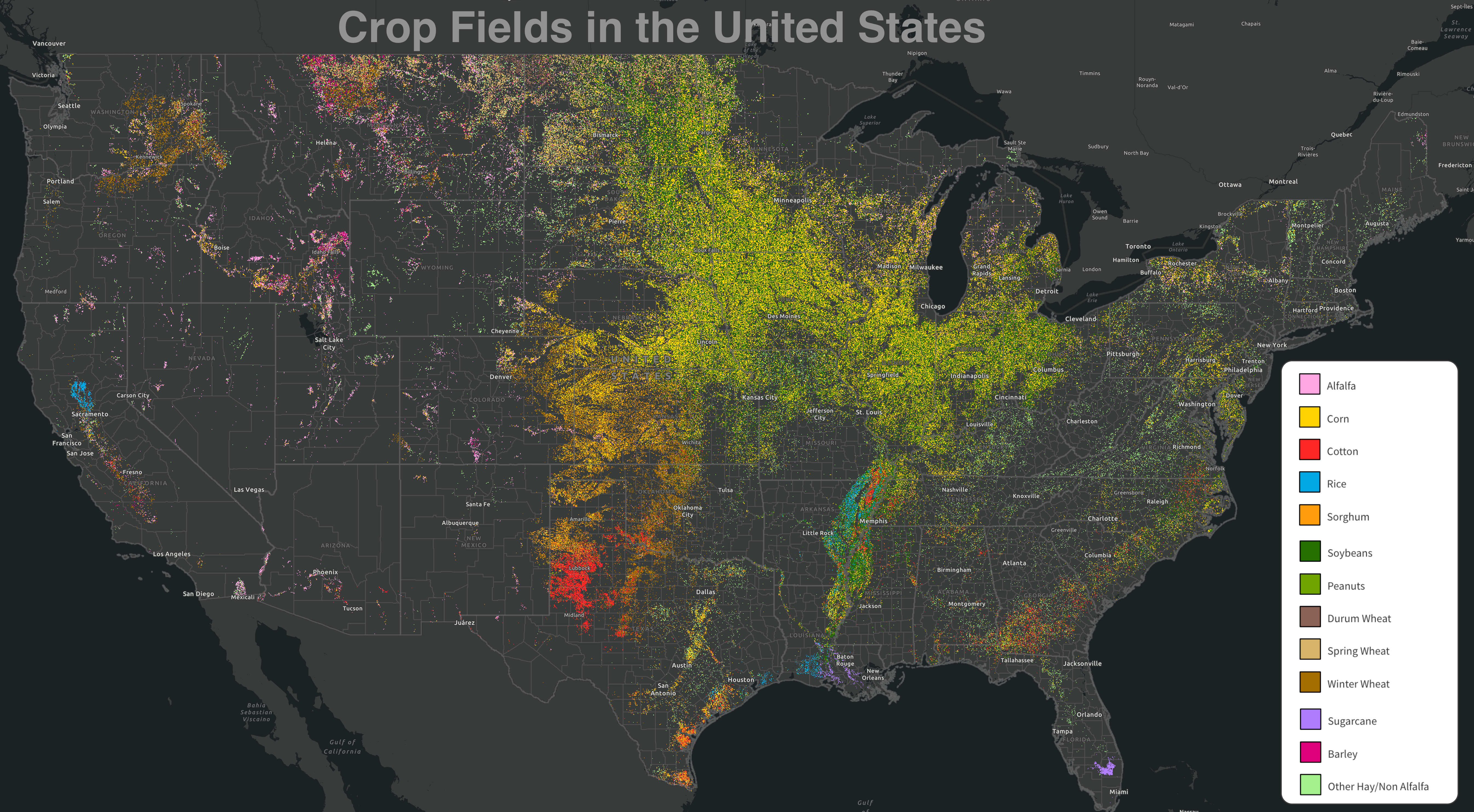
미국의 농경지

#### 생산 가치
| 미국의 주요 작물      | 1997년 (십억 미국 달러)         | 2014년 (십억 미국 달러)         |
| --------------------- | ------------------------------- | ------------------------------- |
| 옥수수                | $24.4                           | $52.3                           |
| 콩                    | $17.7                           | $40.3                           |
| 밀                    | $8.6                            | $11.9                           |
| 자주개자리            | $8.3                            | $10.8                           |
| 목화                  | $6.1                            | $5.1                            |
| 건초, (자주개자리 외) | $5.1                            | $8.4                            |
| 담배                  | $3.0                            | $1.8                            |
| 쌀                    | $1.7                            | $3.1                            |
| 수수                  | $1.4                            | $1.7                            |
| 보리                  | $0.9                            | $0.9                            |
| 출처                  | 1997년 미국 농무부-NASS 보고서, | 2015년 미국 농무부-NASS 보고서, |

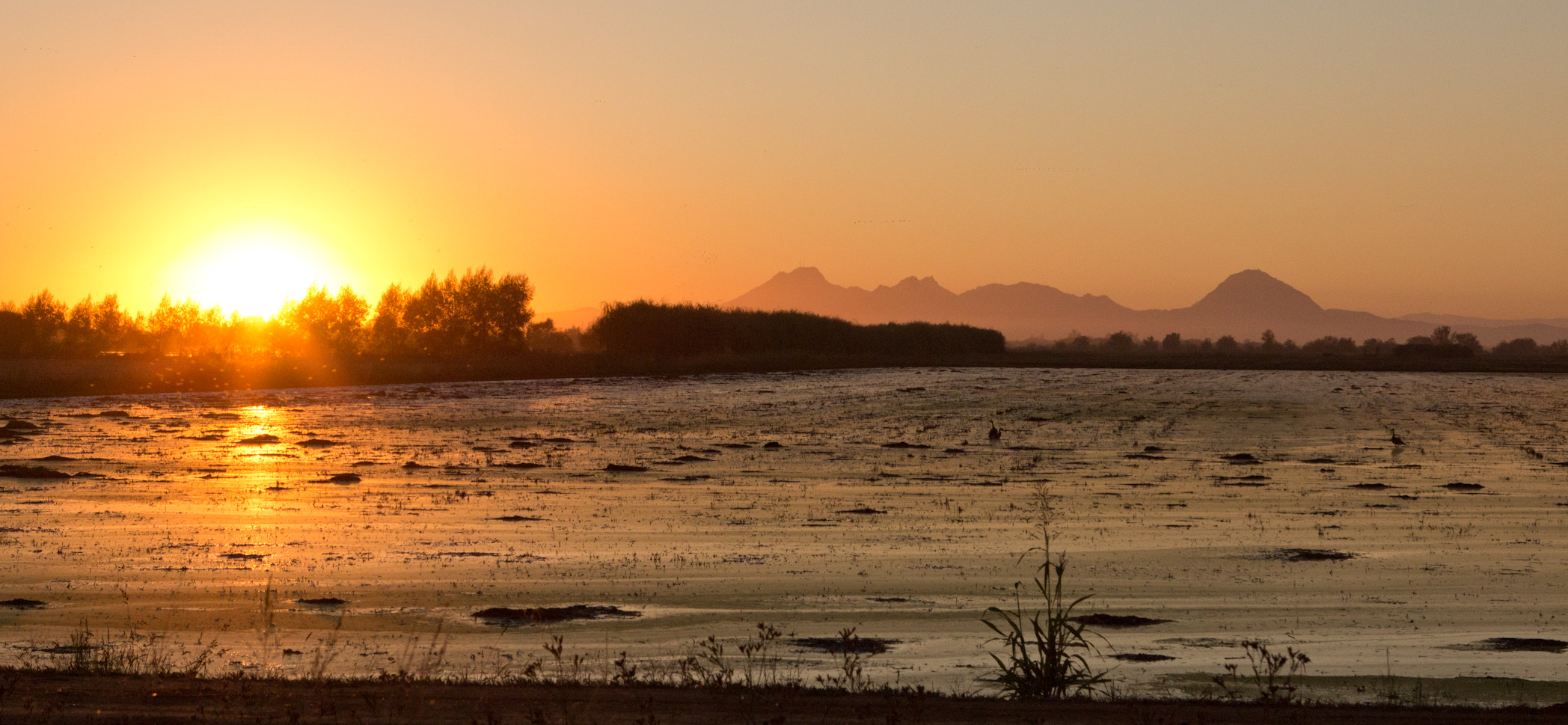
캘리포니아의 논

자주개자리와 건초는 FAO에서 추적되지 않으며, 미국의 담배 생산량은 1997년과 2003년 사이에 60% 감소했다.

#### 수확량
고도로 기계화된 미국 농업은 다른 나라들에 비해 높은 수확량을 기록한다. 2004년 기준:
- 곡물 옥수수: 에이커당 평균 160.4부셸 수확 (10.07 톤/헥타르)
- 콩: 에이커당 평균 42.5부셸 수확 (2.86 톤/헥타르)
- 밀: 에이커당 평균 43.2부셸 수확 (2.91 톤/헥타르, 2003년에는 에이커당 44.2부셸 또는 2.97 톤/헥타르)

### 가축
미국의 주요 축산업:
- 젖소
- 고기소
- 돼지
- 가금
- 해산물
- 양

| 유형                 | 1997년        | 2002년        | 2007년        | 2012년        |
| -------------------- | ------------- | ------------- | ------------- | ------------- |
| 소 및 송아지         | 99,907,017    | 95,497,994    | 96,347,858    | 89,994,614    |
| 돼지                 | 61,188,149    | 60,405,103    | 67,786,318    | 66,026,785    |
| 양                   | 8,083,457     | 6,341,799     | 5,819,162     | 5,364,844     |
| 육계 및 기타 고기 닭 | 1,214,446,356 | 1,389,279,047 | 1,602,574,592 | 1,506,276,846 |
| 산란계               | 314,144,304   | 334,435,155   | 349,772,558   | 350,715,978   |

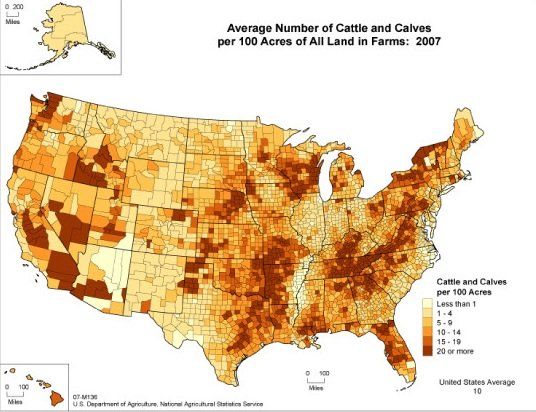
2007년 카운티별 소 및 송아지 밀도.

염소 (동물), 말 (동물), 칠면조, 벌도 사육되지만, 그 양은 더 적다. 재고 데이터는 주요 산업만큼 쉽게 이용할 수 없다. 염소를 주로 생산하는 세 개 주(애리조나, 뉴멕시코, 텍사스)의 2002년 말 기준 염소 수는 120만 마리였다. 1998년 말 기준 미국의 말 수는 530만 마리였다. 2005년 말 기준 벌집 수는 250만 개였다.

## 농장 유형 또는 주력 사업 유형
농장 유형은 농장에서 재배되는 주요 상품에 따라 분류된다. 일반적인 아홉 가지 유형은 다음과 같다.
- 현금 작물에는 옥수수, 콩 및 기타 곡물(밀, 귀리, 보리, 수수), 건조 식용 콩류, 완두, 쌀이 포함된다.
- 담배
- 목화
- 기타 밭 작물에는 땅콩, 감자, 해바라기, 고구마, 사탕수수, 싸리, 팝콘, 사탕무, 박하속, 종자 작물, 건초, 사일리지, 사료 등이 포함된다. 담배와 목화는 별도의 범주에 속하지 않으면 여기에 포함될 수 있다.
- 고부가가치 작물에는 과일, 채소, 외 (열매), 견과, 온실, 묘목 작물 및 원예 특산물이 포함된다.
- 소
- 돼지
- 낙농
- 가금 및 식용란

농업 산업을 다른 산업과 구별 짓는 한 가지 특징은 자영업 개인의 수이다. 흔히 농부와 목장주는 사업의 성공적인 관리와 일상적인 의사 결정을 책임지는 주요 운영자이자 주요 노동자이다. 농업 노동자들이 부상을 입을 경우, 그로 인한 작업 손실은 신체 건강과 재정 안정에 영향을 미친다.
미국에는 14,000개 이상의 유기농 인증 농장이 있으며, 5백만 에이커가 넘는 면적을 차지하지만, 이는 미국 전체 농경지의 1% 미만이다. 이들 농장의 생산량은 2011년 이후 상당히 증가했으며, 2016년에는 75억 달러를 초과했다.

## 거버넌스

미국 의회예산처 보고서에 따른 농업 보조금. 참고: 이 차트에는 설탕 보조금이 표시되어 있지 않다.

미국의 농업은 주로 주기적으로 갱신되는 미국 농업법에 의해 규제된다. 거버넌스는 연방 및 지역의 책임이며, 미국 농무부가 연방 부서이다. 정부 지원에는 작물 유형 및 지역 적합성에 대한 연구뿐만 아니라 다양한 종류의 연방 정부 보조금, 가격 지원 및 대출 프로그램이 포함된다. 미국의 농부들은 생산 할당량의 대상이 아니며, 일부 법률은 다른 직장과 비교하여 농장에 대해 다르다.
다른 직장에서 어린이를 금지하는 노동법은 농장에서 일하는 어린이에게 일부 예외를 두며, 가족 농장에서 일하는 어린이에게는 완전한 면제를 제공한다. 어린이들은 또한 직업 훈련 학교나 4-H 클럽에서 허가를 받아 그렇지 않으면 허용되지 않는 일을 할 수 있다.
미국 농업 노동력의 상당 부분은 이주 및 계절 노동자로 구성되어 있으며, 이들 중 다수는 최근 라틴 아메리카 이민자이다. 이들 노동자와 종종 농부가 제공하는 주택에는 추가 법률이 적용된다.

## 농업 노동

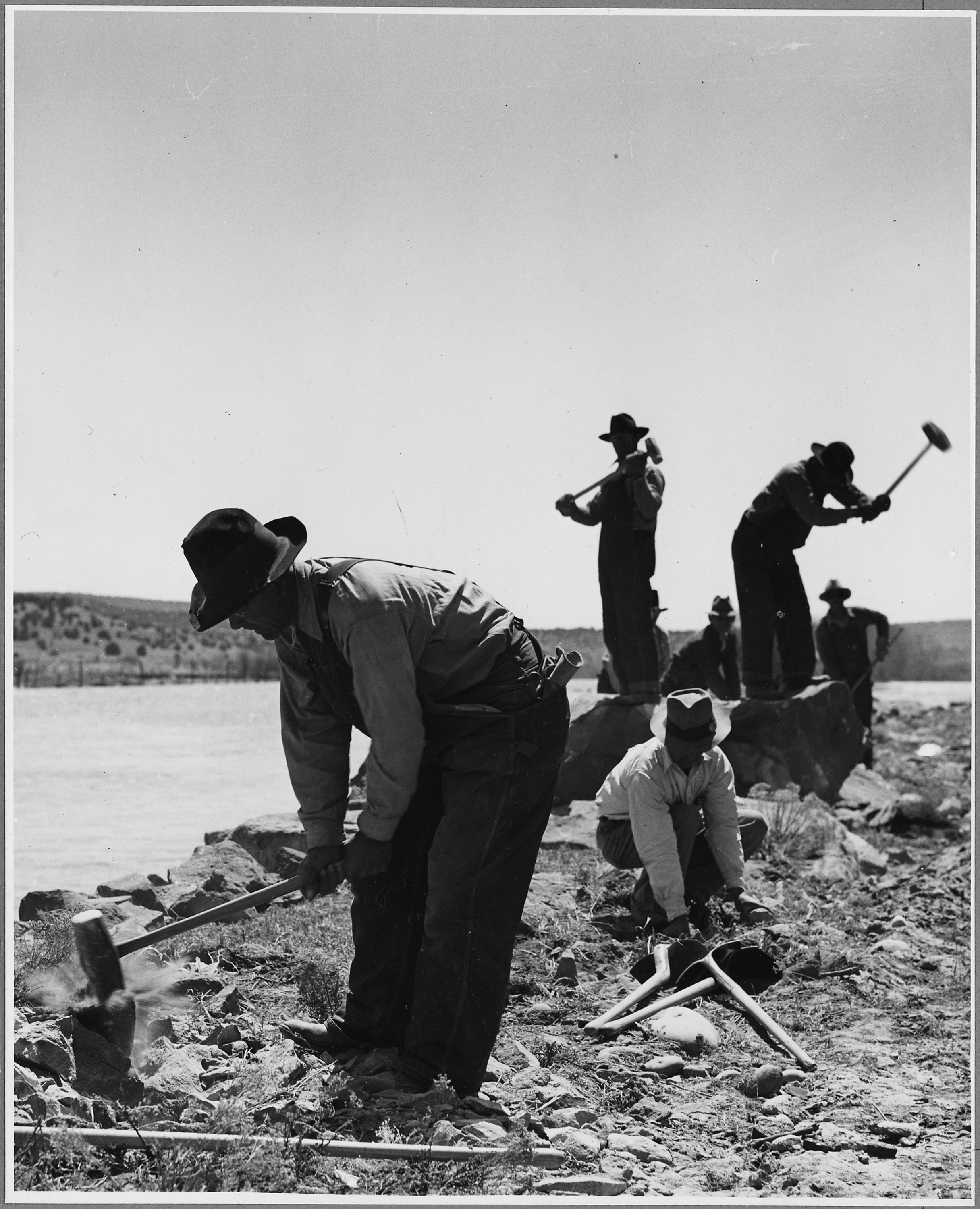
뉴멕시코주 산미겔 카운티의 한 무리의 남자들이 수동 노동을 하고 있다.

## 산업 안전 및 보건
농업은 화학 물질 사용 및 부상 위험으로 인해 가장 위험한 산업 중 하나로 분류된다. 농부들은 치명적 및 비치명적 부상(일반 외상성 손상 및 근골격계 손상), 업무 관련 폐 질환, 소음성 난청, 피부 질환, 화학 물질 관련 질환, 그리고 화학 물질 사용 및 장기간의 햇빛 노출과 관련된 특정 암에 걸릴 위험이 높다. 평균적으로 매년 미국에서 516명의 농업 노동자가 농업 작업 중 사망한다 (1992-2005년). 매일 약 243명의 농업 노동자가 작업 시간 손실 부상을 당하며, 이 중 약 5%는 영구적인 장애로 이어진다. 트랙터 전복은 농업 관련 치명적 부상의 주요 원인이며, 매년 90명 이상의 사망자를 발생시킨다. 미국 국립 직업안전위생연구소는 전복 관련 치명적 부상 위험을 줄이기 위해 트랙터에 전복 보호 구조물을 사용할 것을 권장한다.

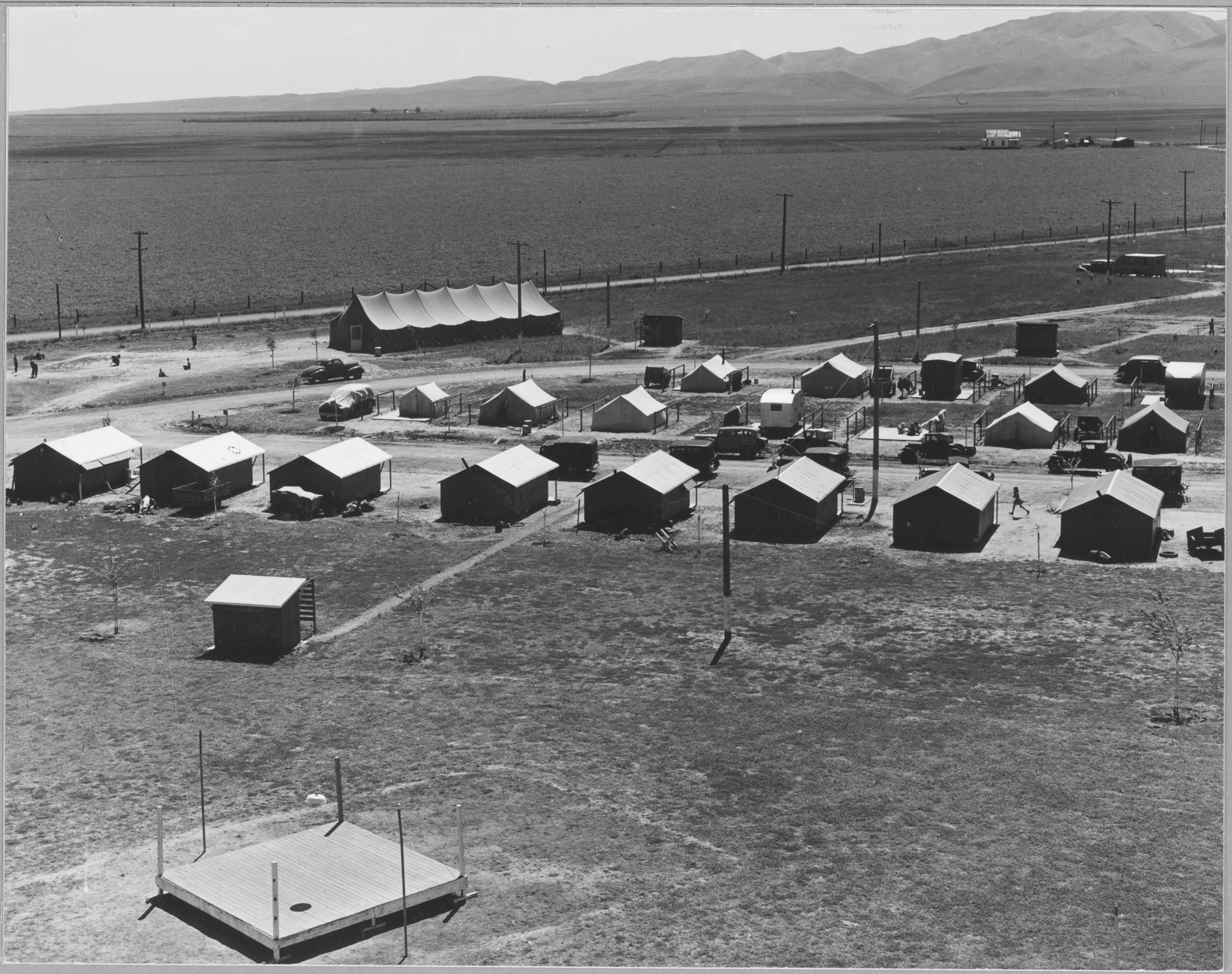
캘리포니아 산 호아킨의 완두콩 수확기는 노동자들이 일터 가까이 살 수 있도록 임시 노동 캠프를 설치해야 한다.

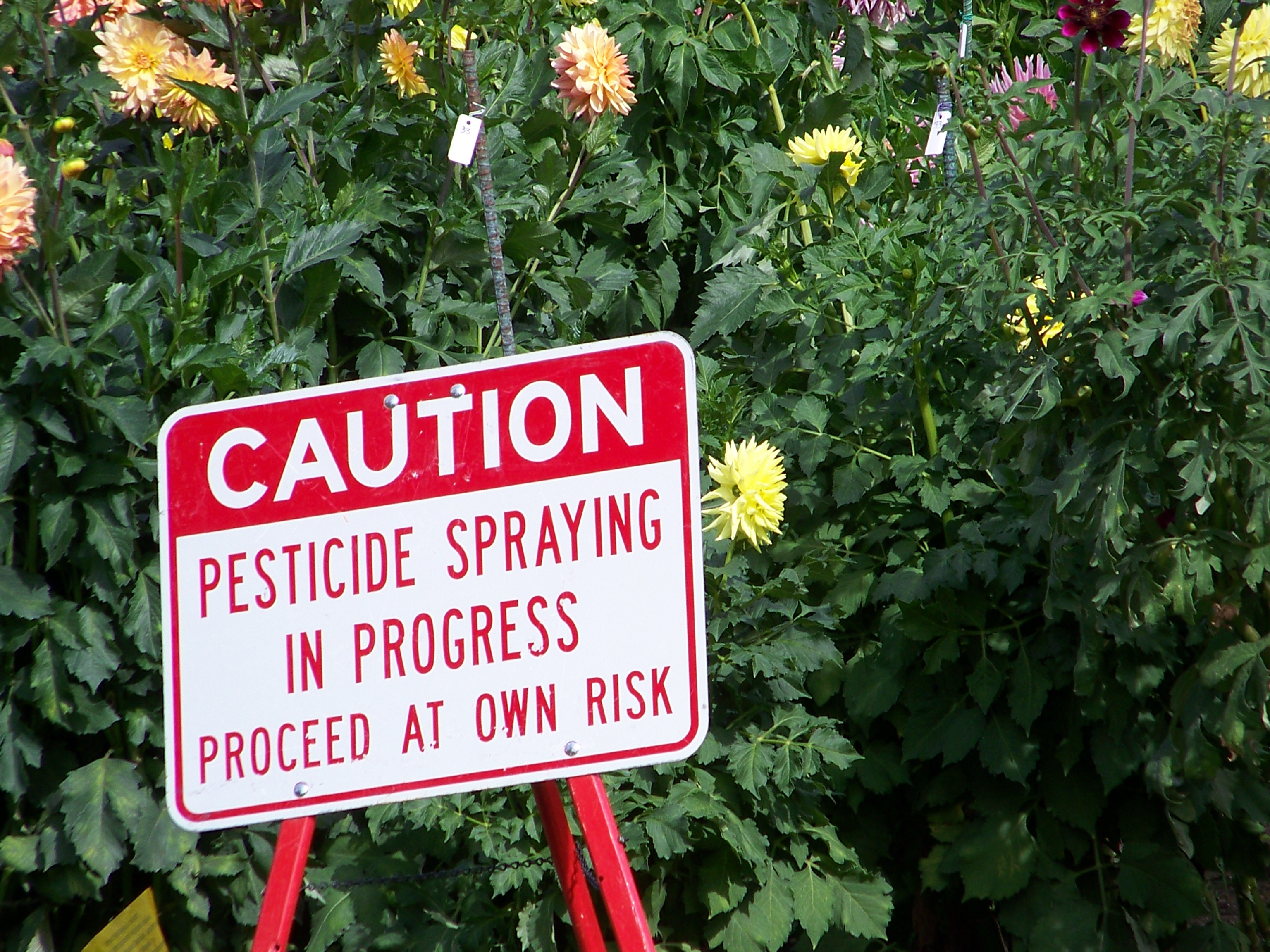
워싱턴주 스포캔의 마니토 공원에 있는 살충제 사용 경고 표지판.

농업은 가족(종종 작업을 공유하고 현장에 거주) 또한 부상, 질병 및 사망 위험에 노출되는 몇 안 되는 산업 중 하나이다. 농업은 어린 근로자에게 가장 위험한 산업으로, 1992년부터 2000년까지 미국에서 발생한 어린 근로자 관련 사망 사고의 42%를 차지한다. 2011년에는 20세 미만의 청소년 108명이 농장 관련 부상으로 사망했다. 다른 산업과 달리 농업의 어린 희생자 중 절반은 15세 미만이었다. 15~17세의 젊은 농업 근로자는 다른 직장의 젊은 근로자보다 치명적인 부상 위험이 4배 높다. 농업 작업은 젊은 근로자를 기계, 밀폐 공간, 고지대 작업, 가축 주변 작업과 같은 안전 위험에 노출시킨다. 농장 관련 젊은 근로자의 치명적인 부상의 가장 흔한 원인은 기계, 자동차 또는 익사이다. 이 세 가지 원인은 미국 농장의 젊은 근로자에게 발생하는 모든 치명적인 부상의 절반 이상을 차지한다. 농업(관련 산업인 임업 및 어로 포함)에 종사하는 여성은 2011년에 55만 6천 명이었다.
미국의 농업은 국내 살충제 사용량의 약 75%를 차지한다. 농업 노동자들은 화학 물질을 직접 다루든 아니든 위험한 수준의 살충제에 노출될 위험이 높다. 예를 들어, 농약 드리프트와 같은 문제로 인해 농장 노동자들만 이러한 화학 물질에 노출되는 것이 아니다. 인근 주민들도 살충제와 접촉하게 된다. 이러한 살충제에 자주 노출되면 인간에게 해로운 영향을 미쳐 농약 중독과 관련된 건강상의 부작용을 초래할 수 있다. 특히 여성 이주 노동자들은 훈련 부족이나 적절한 안전 예방 조치 부족으로 인해 살충제 노출과 관련된 건강 문제에 더 큰 위험을 안고 있다. 미국 농업 노동자들은 매년 10,000건 이상의 의사 진단 농약 중독 사례를 경험한다.

## 인구 통계
농업에 종사하는 여성의 수는 증가했으며, 2002년 농업 인구 조사에서는 여성 농업 노동자의 수가 40% 증가한 것으로 기록되었다. 불평등과 존중은 이러한 노동자들에게 흔한 문제이며, 많은 이들이 여성을 주부이자 돌보는 사람으로 보는 전통적인 시각 때문에 존중받지 못하거나, 말을 들어주지 않거나, 진지하게 받아들여지지 않는다고 보고했다.
여성들은 또한 더 높은 직책으로 승진을 시도할 때 저항에 직면할 수 있다. 여성 농장 노동자들이 보고한 다른 문제로는 남성 동료보다 적은 임금을 받거나, 고용주가 남성 노동자에게 제공하는 것과 동일한 주택과 같은 추가 혜택을 여성 노동자에게 제공하기를 거부하거나 꺼리는 것이 있다.
2012년 현재 미국에는 44,629명의 아프리카계 미국인 농부들이 있었다. 대다수의 아프리카계 미국인 농부들은 남부 주에 거주했다.

## 산업
역사적으로 농지는 소규모 자산 소유자가 소유했지만, 2017년 현재 외국 기업을 포함한 기관 투자자들이 농지를 구매하고 있다. 2013년에는 가장 큰 돼지고기 생산 기업인 스미스필드 푸즈가 중국 기업에 인수되었다.
2017년 현재, 농장의 약 4%만이 100만 달러 이상의 매출을 올리고 있지만, 이들 농장은 총 생산량의 3분의 2를 차지한다. 이들 중 일부는 사적인 가족 소유 사업에서 유기적으로 성장한 대규모 농장이다.

## 토지 소유 법률
2019년 현재 하와이, 아이오와, 미네소타, 미시시피, 노스다코타, 오클라호마 등 6개 주에는 외국인의 농지 소유를 금지하는 법률이 있다. 미주리, 오하이오, 오클라호마주는 2019년 현재 외국인 소유를 금지하는 법안 도입을 검토하고 있다.

## 같이 보기
- 농업 사업
- 미국 농장의 전기 에너지 효율
- 미국의 농민 자살
- 미국의 수산업
- 미국의 유전자 공학
- 미국 흑인 농업 역사
- 미국의 농업 역사
- 농산물 최대 생산국 목록
- 미국의 농약
- 미국의 가금류 사육
- 미국의 토양
- 도시-농촌 정치적 분열#미국

### 인용
1. ↑  "Latest U.S. Agricultural Trade Data." USDA Economic Research Service. Ed. Stephen MacDonald. USDA, 6 Sept. 2018.
2. ↑  “2017 Census of Agriculture”. farmlandinfo.org. 2019년 4월 11일. 2021년 9월 4일에 원본 문서에서 보존된 문서. 2021년 9월 4일에 확인함.
3. ↑  Hatfield, J., 2012: Agriculture in the Midwest. In: U.S. National Climate Assessment Midwest Technical Input Report 보관됨 2013-06-21 - 웨이백 머신. J. Winkler, J. Andresen, J. Hatfield, D. Bidwell, and D. Brown, coordinators. Available from the Great Lakes Integrated Sciences and Assessments (GLISA) Center
4. ↑  Cathy D. Matson, The Economy of Early America, p. 28
5. 1 2 3  Cronon, William. Changes in the Land : Indians, Colonists, and the Ecology of New England. New York: Hill & Wang, 2003.
6. ↑  Follett, Richard (April 2016). 《Plantation kingdom : the American South and its global commodities》. JHU Press. ISBN 978-1-4214-1940-4. OCLC 951115501. 2021년 9월 8일에 확인함.
7. ↑  Wright, Gavin (2003). 《Slavery and American Agricultural History》. 《Agricultural History》 77. 536–547쪽. doi:10.1215/00021482-77.4.527. ISSN 0002-1482. JSTOR 3744933. S2CID 247873299.
8. ↑  Shurtleff, William; Aoyagi, Akiko (2004). 《History of World Soybean Production and Trade – Part 1》. Soyfoods Center, Lafayette, California: Unpublished Manuscript, History of Soybeans and Soyfoods, 1100 B.C. to the 1980s. 2019년 6월 3일에 원본 문서에서 보존된 문서. 2014년 11월 30일에 확인함.
9. ↑  Pollan, Michael (2007). 《The omnivore's dilemma: a natural history of four meals》 (영어). Penguin. ISBN 978-0-14-303858-0. OCLC 148696764.
10. ↑  Schapsmeier, Edward L; and Frederick H. Schapsmeier. Encyclopedia of American agricultural history (1975) online
11. ↑  Cathy D. Matson, The Economy of Early America, p. 27
12. ↑  "'They're Trying to Wipe Us Off the Map.' Small American Farmers Are Nearing Extinction" 보관됨 2021-08-10 - 웨이백 머신 – 타임 (잡지), 2019년 11월 27일
13. ↑  Pardey, Philip G.; Alston, Julian M. (2021). 《Unpacking the Agricultural Black Box: The Rise and Fall of American Farm Productivity Growth》. 《The Journal of Economic History》 (영어) 81. 114–155쪽. doi:10.1017/S0022050720000649. ISSN 0022-0507. S2CID 232199950.
14. ↑  “Tens of millions of acres of cropland lie abandoned, study shows”. 《Washington Post》 (미국 영어). 2024년 6월 7일. ISSN 0190-8286. 2024년 6월 11일에 확인함.
15. ↑  “Brazil surpasses the USA and resumes the position of largest producer of soy 00 0the planet”. 2021년 4월 14일에 원본 문서에서 보존된 문서. 2021년 2월 10일에 확인함.
16. ↑  “FAOSTAT”. 《www.fao.org》. 2017년 5월 11일에 원본 문서에서 보존된 문서. 2021년 2월 10일에 확인함.
17. ↑  “FAOSTAT”. faostat3.fao.org. 2016년 10월 19일에 원본 문서에서 보존된 문서. 2015년 11월 26일에 확인함.
18. ↑  “United States Crop Rankings – 1997 Production Year”. 2014년 8월 23일에 원본 문서에서 보존된 문서. 2014년 4월 1일에 확인함.
19. ↑  “Crop Values – 2014 Summary” (PDF). 2015년 9월 11일에 원본 문서 (PDF)에서 보존된 문서. 2015년 11월 26일에 확인함.
20. ↑  “Chapter IX: Farm Resources, Income, and Expenses” (PDF). 2008년 4월 9일에 원본 문서 (PDF)에서 보존된 문서. 2014년 4월 1일에 확인함.
21. ↑  USDA. 2004. 2002 Census of agriculture. United States summary and state data. Vol. 1. Geographic area series. Part 51. AC-02-A-51. 663 pp.
22. ↑  USDA. 2009. 2007 Census of agriculture. United States summary and state data. Vol. 1. Geographic area series. Part 51. AC-07-A-51. 739 pp.
23. ↑  USDA. 2014. 2012 Census of agriculture. United States summary and state data. Vol. 1. Geographic area series. Part 51. AC-12-A-51. 695 pp.
24. ↑  “Appendix A: Glossary” (PDF). 2009년 3월 18일에 원본 문서 (PDF)에서 보존된 문서. 2014년 4월 1일에 확인함.
25. ↑  “ERS/USDA Briefing Room – Farm Structure: Questions and Answers”. 2008년 2월 9일에 원본 문서에서 보존된 문서. 2014년 4월 1일에 확인함.
26. ↑  “Chapter 3: American Farms” (PDF). 2014년 8월 24일에 원본 문서 (PDF)에서 보존된 문서. 2014년 4월 1일에 확인함.
27. ↑  Volkmer, Katrin; Molitor, Whitney Lucas (2019년 1월 2일). 《Interventions Addressing Injury among Agricultural Workers: A Systematic Review》. 《Journal of Agromedicine》 24. 26–34쪽. doi:10.1080/1059924X.2018.1536573. ISSN 1059-924X. PMID 30317926. S2CID 52980325.
28. ↑  Walker, Kristi; Bialik, Kristen (2019년 1월 10일). “Organic farming is on the rise in the U.S.”. Pew Charitable Trusts. Pew Research Center. 2019년 10월 13일에 확인함.
29. ↑  Willard Cochrane, The Development of American Agriculture: A Historical Analysis (1998)
30. ↑  Daniel A. Sumner, et al.  "Evolution of the economics of agricultural policy." American Journal of Agricultural Economics 92.2 (2010): 403–423 online.
31. ↑  Murray Benedict, Farm Policies of the United States, 1790-1950: A study of their origins and development (1953).
32. ↑  “Exemptions to the FLSA”. 《www.dol.gov》. 2016년 1월 10일에 원본 문서에서 보존된 문서.
33. ↑  “NIOSH- Agriculture”. United States National Institute for Occupational Safety and Health. 2007년 10월 9일에 원본 문서에서 보존된 문서. 2007년 10월 10일에 확인함.
34. 1 2 3  Swanson, Naomi; Tisdale-Pardi, Julie; MacDonald, Leslie; Tiesman, Hope M. (2013년 5월 13일). “Women's Health at Work”. National Institute for Occupational Safety and Health. 2015년 1월 18일에 원본 문서에서 보존된 문서. 2015년 1월 21일에 확인함.
35. ↑  《NIOSH Pesticide Poisoning MOnitoring Program Protects Farmworkers》. 《CDC》. 2009년 7월 31일. doi:10.26616/NIOSHPUB2012108. 2013년 4월 2일에 원본 문서에서 보존된 문서. 2014년 4월 1일에 확인함.
36. 1 2  Calvert, Geoffrey M.; Karnik, Jennifer; Mehler, Louise; Beckman, John; Morrissey, Barbara; Sievert, Jennifer; Barrett, Rosanna; Lackovic, Michelle; Mabee, Laura (Dec 2008). 《Acute pesticide poisoning among agricultural workers in the United States, 1998–2005》. 《American Journal of Industrial Medicine》 51. 883–898쪽. doi:10.1002/ajim.20623. ISSN 1097-0274. PMID 18666136. S2CID 9020012.
37. 1 2  “NIOSH- Agriculture Injury”. United States National Institute for Occupational Safety and Health. 2007년 10월 28일에 원본 문서에서 보존된 문서. 2007년 10월 10일에 확인함.
38. ↑  Youth in Agriculture 보관됨 2019-01-09 - 웨이백 머신, OHSA, accessed January 21, 2014
39. ↑  NIOSH [2003]. Unpublished analyses of the 1992–2000 Census of Fatal Occupational Injuries Special Research Files provided to NIOSH by the 미국 노동통계국 (includes more detailed data than the research file, but excludes data from New York City). Morgantown, WV: U.S. Department of Health and Human Services, Public Health Service, Centers for Disease Control and Prevention, National Institute for Occupational Safety and Health, Division of Safety Research, Surveillance and Field Investigations Branch, Special Studies Section. Unpublished database.
40. ↑  BLS [2000]. Report on the youth labor force. Washington, DC: U.S. Department of Labor, Bureau of Labor Statistics, pp. 58–67.
41. ↑  《Guidelines for Children's Agricultural Tasks Demonstrate Effectiveness》. 《CDC》. 2009년 7월 31일. doi:10.26616/NIOSHPUB2011129. 2014년 2월 2일에 원본 문서에서 보존된 문서. 2014년 4월 1일에 확인함.
42. ↑  Deziel, Nicole C.; Friesen, Melissa C.; Hoppin, Jane A.; Hines, Cynthia J.; Kent; Laura E. Beane (2015년 6월 1일). 《A Review of Nonoccupational Pathways for Pesticide Exposure in Women Living in Agricultural Areas》. 《Environmental Health Perspectives》 123. 515–524쪽. doi:10.1289/ehp.1408273. PMC 4455586. PMID 25636067.
43. ↑  Kasner, Edward J.; Joanne B.; Michael G.; Richard A. (2021년 3월 15일). 《Examining the role of wind in human illness due to pesticide drift in Washington state, 2000–2015》. 《Environmental Health》 20. 26쪽. Bibcode:2021EnvHe..20...26K. doi:10.1186/s12940-021-00693-3. ISSN 1476-069X. PMC 7958705. PMID 33722241.
44. ↑  Habib, R.R.; Fathallah, F.A. (2012). 《Migrant women farm workers in the occupational health literature》. 《Work》 41. 4356–4362쪽. doi:10.3233/WOR-2012-0101-4356. PMID 22317389.
45. ↑  Garcia, Ana M. (2003). 《Pesticide Exposure and Women's Health》. 《American Journal of Industrial Medicine》 44. 584–594쪽. doi:10.1002/ajim.10256. PMID 14635235.
46. ↑  “NIOSH Pesticide Poisoning Monitoring Program Protects Farmworkers”. NIOSH. December 2011. 2021년 3월 22일에 원본 문서에서 보존된 문서. 2021년 3월 20일에 확인함.
47. ↑  Albright, Carmen (2006). "Who's Running The Farm?: Changes and characteristics of Arkansas women in Agriculture". American Agricultural Economics Association: 1315–1322.
48. ↑  Jones, L. (2015). "North Carolina's Farm Women: Plowing around Obstacles". University of Georgia Press.
49. ↑  Golichenko, M.; Sarang, A. (2013). "Farm labor, reproductive justice: Migrant women farmworkers in the US". Health and Human Rights.
50. ↑  “USDA National Agricultural Statistics Service – Highlights” (PDF). 《USDA National Agricultural Statistics》. United States Department of Agriculture. 2016년 12월 9일에 원본 문서 (PDF)에서 보존된 문서. 2016년 12월 10일에 확인함.
51. 1 2  “Who really owns American farmland? – The New Food Economy”. 《New Food Economy》 (캐나다 영어). 2017년 7월 31일. 2019년 6월 18일에 원본 문서에서 보존된 문서. 2019년 6월 18일에 확인함.
52. 1 2  Good, Keith (2017년 11월 8일). “Crop Choices, Farm Size: Changes in a Time of Low Corn and Soybean Prices • Farm Policy News”. 《Farm Policy News》 (미국 영어). 2019년 6월 18일에 원본 문서에서 보존된 문서. 2019년 6월 18일에 확인함.
53. ↑  “As Foreign Investment in U.S. Farmland Grows, Efforts to Ban and Limit the Increase Mount”. 《Successful Farming》. 2019년 6월 6일. 2020년 7월 25일에 원본 문서에서 보존된 문서. 2020년 5월 13일에 확인함.
54. ↑  Reporting, Erin McKinstry/For the Midwest Center for Investigative (2017년 6월 22일). “Regulation on foreign ownership of agricultural land: A state-by-state breakdown”. 《Investigate Midwest》. 2020년 6월 8일에 원본 문서에서 보존된 문서. 2020년 5월 13일에 확인함.

### 인용된 출처
- Mbow, Cheikh; Rosenzweig; Barioni, Luis .G.; Benton, Tim .G. (2019). 〈Food security〉.   Shukla, P.R.; Skea, J.; Buendia, E. Calvo; Masson-Delmotte, V. 《Climate Change and Land: an IPCC special report on climate change, desertification, land degradation, sustainable land management, food security, and greenhouse gas fluxes in terrestrial ecosystems》. IPCC.

## 더 읽어보기
- Huning, Wang. The decline of the farm (1991)
- Cochrane, Willard. The Development of American Agriculture: A Historical Analysis (1998)
- Conkin, Paul. A Revolution Down on the Farm: The Transformation of American Agriculture since 1929 (2008)
- Gardner, Bruce L. (2002). 《American Agriculture in the Twentieth Century: How It Flourished and What It Cost》. 하버드 대학교 출판부. ISBN 0-674-00748-4.
- Hurt, R. Douglas. A Companion to American Agricultural History (Wiley-Blackwell, 2022)
- Lauck, Jon. American agriculture and the problem of monopoly: the political economy of grain belt farming, 1953-1980 (U of Nebraska Press, 2000).
- Riney-Kehrberg, Pamela. ed. The Routledge History of Rural America (2018)
- Schapsmeier, Edward L; and Frederick H. Schapsmeier. Encyclopedia of American agricultural history (1975) online
- Schmidt, Louis Bernard, and Earle Dudley Ross, eds. Readings in the economic history of American agriculture (Macmillan, 1925) excerpts from scholarly studies, colonial era to 1920s. online.
- Spitze, Robert G. F.; Harold G. Halcrow; Joyce E. Allen-Smith (1994). 《Food and Agricultural Policy》. 맥그로힐 칼리지. ISBN 0-07-025800-7.
- Winterbottom, Jo; Huffstutter, P. J. (2015년 2월). 임대료 이탈은 미국 농업 경제의 긴장을 시사한다,   로이터